# Ascorhynchus bucerus
Ascorhynchus bucerus là một loài nhện biển trong họ Ascorhynchidae. Loài này thuộc chi Ascorhynchus. Ascorhynchus bucerus được miêu tả khoa học năm 1971 bởi Turpaeva.